# Totenkopf (Hohe Tauern)
Der Totenkopf ist ein 3151 Meter hoher Berg in der Glocknergruppe in den Hohen Tauern, einem Gebirge der Zentralalpen. Der Berg liegt im österreichischen Bundesland Salzburg. Er weist drei Gipfel auf, den Ost- oder Hauptgipfel, sowie zwei firnbedeckte Nebengipfel. Nach Nordwesten sendet der Berg einen 1,3 Kilometer langen ausgeprägten Grat aus, nach Südosten verläuft eine mit Wechten bedeckte Firnschneide hinüber zur Hohen Riffl. Der Totenkopf hat gewaltige Felswände an der Nord- und Südseite, die durch den Nordwestgrat getrennt sind. Zuerst bestiegen wurde er am 19. September 1885 von Ludwig Purtscheller im Alleingang. Durch seine leichte Erreichbarkeit von der Rudolfshütte aus und seine anspruchsvollen Touren ist er ein beliebter Kletterberg.

## Lage

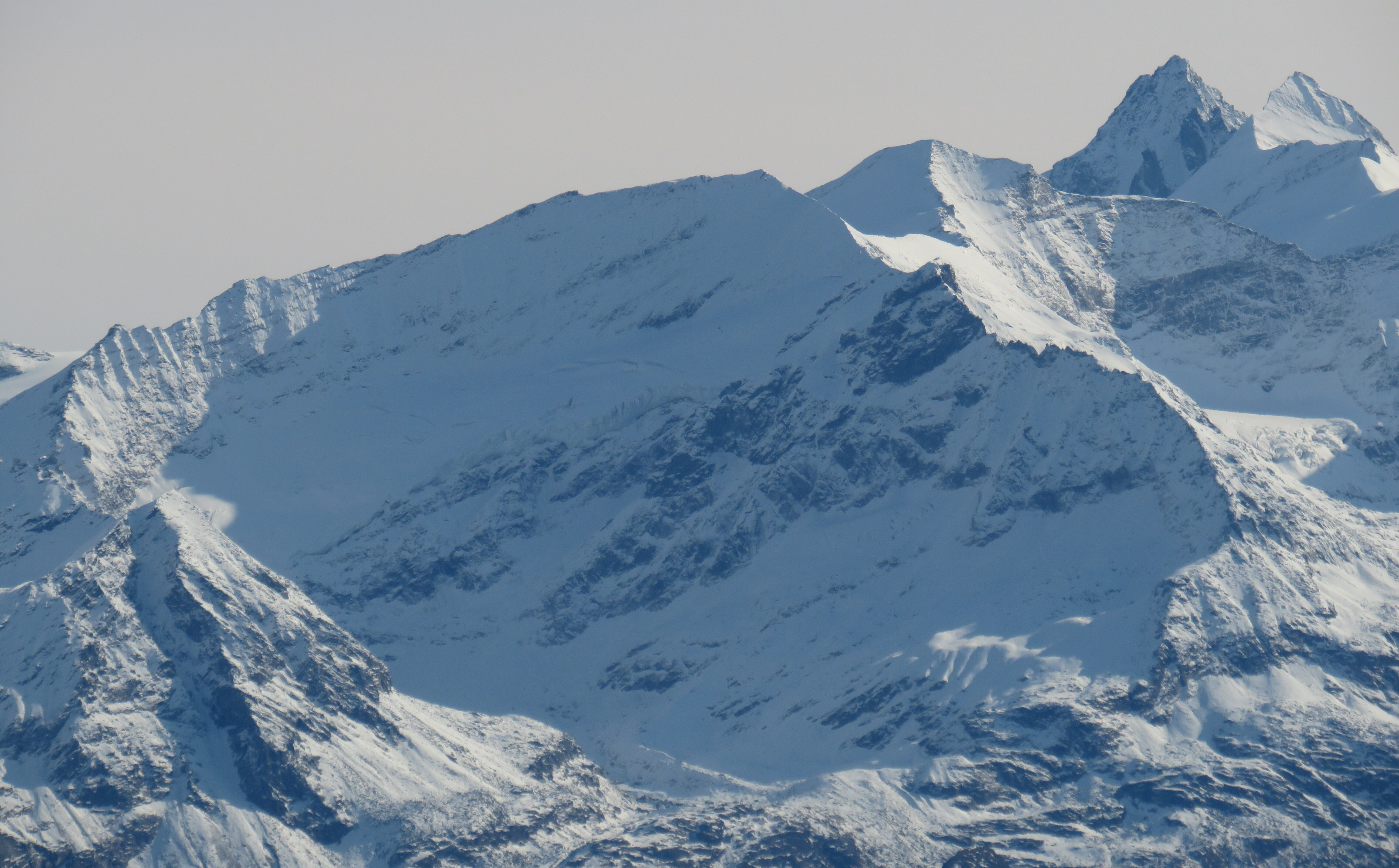
Lage der Hohen Riffl (Bildmitte) mit Totenkopf (rechts vom Gipfel vorn im Grat) im Tauernhauptkamm gesehen von Nordwesten, rechts davon Johannisberg, Großglockner und Glocknerwand, rechts vorne das Ödenwinkelkees, links Oberes Rifflkees, Unteres Rifflkees und mittig vorn das Rifflkarkees

Der Totenkopf liegt in einem nach Nordwesten vom Kapruner/Stubacher Kamm abzweigenden Nebenkamm, der bis hinunter zum aufgestauten Tauernmoossee (Wasserspiegel auf 2023 Metern Höhe) reicht. Im Norden, Osten und Süden ist der Berg von kleinen spaltenreichen Gletschern umgeben. Unterhalb der Totenkopf-Nordwand liegt das Untere Rifflkees, im Osten erstreckt sich bis hinauf zum Gipfelpunkt der Hängegletscher Oberes Rifflkees, auch Die Totenlöcher genannt, und im Westen liegt das Totenkopfkees. Den Nordabbruch des Oberen Rifflkees bilden Séracs, Eistürme, die einen Zugang erschweren und gefährlich machen. Benachbarte Berge sind im Verlauf der Südost-Firnschneide die 3338 Meter Hohe Riffl und jenseits der Totenlöcher liegt, oberhalb des Wegübergangs Kapruner Törl, der Torkopf mit 3101 Metern Höhe. Im Verlauf des Nordwestgrats liegt noch der Rifflkarkopf (3016 m). Die nächste bedeutende Siedlung ist das etwa 19 Kilometer Luftlinie entfernte, in nordwestlicher Richtung liegende, salzburgische Uttendorf im Stubachtal.

## Stützpunkte und Routen
Der Weg Ludwig Purtschellers im Jahre 1885 führte von der Wasserfallalpe im nördlich gelegenen Kapruner Tal aus hinauf zum Kapruner Törl, auf 2639 Metern Höhe, und dann über das Obere Rifflkees, durch knietiefen Schnee aufgehalten (Zitat Purtscheller), über die Nordostseite in gut vier Stunden zum Gipfel. Sein Abstieg führte ihn durch die Südflanke hinunter zum Rifflkees und weiter zur Rudolfshütte. Einen als solchen bezeichneten Normalweg auf den Totenkopf gibt es in der Literatur nicht. Purtschellers Anstieg von Nordosten ist eine gefährliche Gletscherbegehung mit 534 Höhenmetern und kritischen Spalten. Im Rahmen einer Überschreitung der Hohen Riffl, einer anspruchsvollen Hochtour von Osten aus, ist eine Besteigung auch möglich. Kletterer bevorzugen die seit 1911 eröffneten reinen Fels- oder kombinierten Fels/Eistouren in den Schwierigkeitsgraden UIAA III bis V durch Nord- und Südwand, sowie über den West- und Nordostgrat (über den Südwestpfeiler verläuft seit 1983 beispielsweise eine Kletterroute mit 9 Seillängen im UIAA Grad IV und V- sowie zwei Schlüsselstellen UIAA V).